# I filibustieri
I filibustieri (The Buccaneer) è un film del 1938 diretto da Cecil B. DeMille e prodotto dalla Paramount. DeMille rifece il film nel 1958 in Technicolor e in VistaVision con lo stesso titolo (in Italia I bucanieri) ma, ammalatosi, affidò la produzione a Henry Wilcoxon, suo vecchio amico e sodale, mentre Anthony Quinn - che, all'epoca, era suo genero - firmò la regia sotto la supervisione dello stesso DeMille.

## Trama
New Orleans, 1812. inglesi e americani sono in guerra per il controllo della città. Il pirata Jean Lafitte, innamorato di un'aristocratica, vuole riconquistare un posto nella società e offre il suo aiuto al generale Andrew Jackson per sconfiggere gli inglesi sul mare. Vittorioso, Lafitte e i suoi entrano in città accolti come trionfatori. Ma i pirati, sul mare, hanno attaccato anche una nave americana. Quando si scopre la storia, la folla vorrebbe linciarli. Jackson rispetta il patto con Lafitte, che però deve andarsene da solo.